# Аріон (Айова)
Аріон (англ. Arion) — місто (англ. city) в США, в окрузі Кроуфорд штату Айова. Населення — 97 осіб (2020).

## Географія
Аріон розташований за координатами 41°56′53″ пн. ш. 95°27′44″ зх. д. / 41.94806° пн. ш. 95.46222° зх. д. (41.948161, -95.462322).  За даними Бюро перепису населення США в 2010 році місто мало площу 1,23 км², уся площа — суходіл.

## Демографія
Згідно з переписом 2010 року, у місті мешкало 108 осіб у 43 домогосподарствах у складі 26 родин. Густота населення становила 88 осіб/км².  Було 48 помешкань (39/км²).
Расовий склад населення:
| - 90,7 % — білих - 6,5 % — осіб інших рас |

До двох чи більше рас належало 2,8 %. Частка іспаномовних становила 8,3 % від усіх жителів.
За віковим діапазоном населення розподілялося таким чином: 25,0 % — особи молодші 18 років, 63,0 % — особи у віці 18—64 років, 12,0 % — особи у віці 65 років та старші. Медіана віку мешканця становила 38,0 року. На 100 осіб жіночої статі у місті припадало 116,0 чоловіків;  на 100 жінок у віці від 18 років та старших — 102,5 чоловіків також старших 18 років.
Середній дохід на одне домашнє господарство  становив 48 337 доларів США (медіана — 40 750), а середній дохід на одну сім'ю — 53 180 доларів (медіана — 40 833). За межею бідності перебувало 16,2 % осіб, у тому числі 30,2 % дітей у віці до 18 років та 0,0 % осіб у віці 65 років та старших.
Цивільне працевлаштоване населення становило 90 осіб. Основні галузі зайнятості: виробництво — 32,2 %, сільське господарство, лісництво, риболовля — 15,6 %, освіта, охорона здоров'я та соціальна допомога — 12,2 %.